# Seznam kamenů zmizelých ve Vršovicích

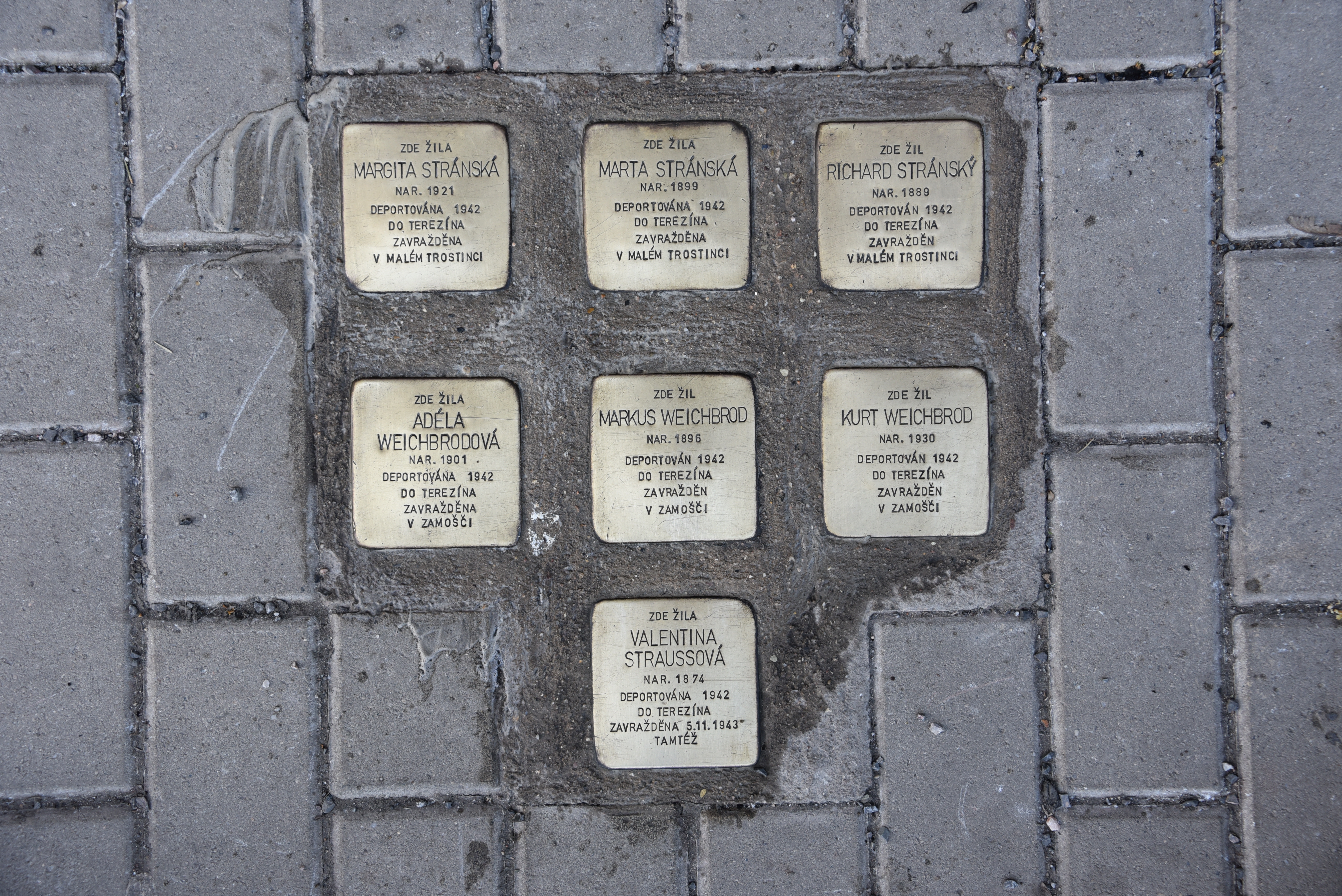
Stolpersteine pro rodiny Stránska, Strauss a Weichbrod ve Vršovicích

Seznam kamenů zmizelých ve Vršovicích obsahuje pamětní kameny obětem nacismu ve Vršovicích (městská čtvrť Prahy). Jsou součástí celoevropského projektu Stolpersteine německého umělce Guntera Demniga. Kameny zmizelých jsou věnovány osudu těch, kteří byli nacisty deportováni, vyhnáni, zavražděni nebo spáchali sebevraždu.
Kameny zmizelých se zpravidla nacházejí před posledním místem pobytu obětí. První instalace v Praze se uskutečnila 8. října 2008.

## Stolpersteine
Ve Vršovicích se nacházejí tyto kameny zmizelých:
| Obrázek | Nápis                                                                                                   | Bydliště                                                  | Jméno, život                       |
| ------- | --- | --------------------------------------------------------- | ---------------------------------- |
|         | ZDE ŽILA OLGA FRIEDOVÁ ROZ. GLÜKLICHOVÀ NAR. 1878 DEPORTOVÁNA 1942 DO TEREZÍNA DO BARANOVIČI ZAVRAŽDĚNA | Praha, Kozácká 301/15                                     | Olga Friedová roz. Glüklichová     |
|         | ZDE ŽILA EVA GLAUBER NAR. 1922 DEPORTOVÁNA 1942 DO TEREZÍNA 1943 DO OSVĚTIMI ZAVRAŽDĚNA                 | Praha, Kozácká 281/5                                      | Eva Glauber                        |
|         | ZDE ŽIL FRITZ GLAUBER NAR. 1894 DEPORTOVÁN 1942 DO TEREZÍNA 1942 DO RIGY ZAVRAŽDĚN                      | Praha, Kozácká 281/5                                      | Fritz Glauber                      |
|         | ZDE ŽILA SUSANNE GLAUBER ROZ. ABELES NAR. 1897 DEPORTOVÁNA 1942 DO TEREZÍNA 1942 DO RIGY ZAVRAŽDĚNA     | Praha, Kozácká 281/5                                      | Susanne Glauber roz. Abeles        |
|         | ZDE ŽILA VĚRA GLAUBER NAR. 1926 DEPORTOVÁNA 1942 DO TEREZÍNA 1942 DO RIGY ZAVRAŽDĚNA                    | Praha, Kozácká 281/5                                      | Věra Glauber                       |
|         | ZDE ŽILA MARGITA STRÁNSKÁ NAR. 1921 DEPORTOVÁNA 1942 DO TEREZÍNA ZAVRAŽDĚNA V MALÉM TROSTINCI           | Praha, Petrohradská 155/27 50°3′59″ s. š., 14°27′7″ v. d. | Margita Stránská                   |
|         | ZDE ŽILA MARTA STRÁNSKÁ NAR. 1899 DEPORTOVÁNA 1942 DO TEREZÍNA ZAVRAŽDĚNA V MALÉM TROSTINCI             | Praha, Petrohradská 155/27                                | Marta Stránská roz. Straussová     |
|         | ZDE ŽIL RICHARD STRÁNSKÝ NAR. 1889 DEPORTOVÁN 1942 DO TEREZÍNA ZAVRAŽDĚN V MALÉM TROSTINCI              | Praha, Petrohradská 155/27                                | Richard Stránský                   |
|         | ZDE ŽILA VALENTINA STRAUSSOVÁ NAR. 1874 DEPORTOVÁNA 1942 DO TEREZÍNA ZAVRAŽDĚNA 5.11.1943 TAMTÉŽ        | Praha, Petrohradská 155/27                                | Valentina Straussová               |
|         | ZDE ŽIL RUDOLF VOGL NAR. 1907 DEPORTOVÁN 1942 DO TEREZÍNA ZAVRAŽDĚN                                     | Praha, Slovinská 1041/6 50°4′13″ s. š., 14°27′32″ v. d.   | Rudolf Vogl                        |
|         | ZDE ŽILA ANNA VOGLOVÁ NAR. 1899 DEPORTOVÁNA 1942 DO UJAZDOWA ZAVRAŽDĚNA                                 | Praha, Slovinská 1041/6                                   | Anna Voglová                       |
|         | ZDE ŽILA KAMILA VOGLOVÁ NAR. 1910 DEPORTOVÁNA 1942 DO TEREZÍNA ZAVRAŽDĚNA                               | Praha, Slovinská 1041/6                                   | Kamila Voglová                     |
|         | ZDE ŽIL KURT WEICHBROD NAR. 1930 DEPORTOVÁN 1942 DO TEREZÍNA ZAVRAŽDĚN V ZAMOŠČI                        | Praha, Petrohradská 155/27                                | Kurt Weichbrod                     |
|         | ZDE ŽIL MARKUS WEICHBROD NAR. 1896 DEPORTOVÁN 1942 DO TEREZÍNA ZAVRAŽDĚN V ZAMOŠČI                      | Praha, Petrohradská 155/27                                | Markus Mechel Weichbrod            |
|         | ZDE ŽILA ADÉLA WEICHBTODOVÁ NAR. 1901 DEPORTOVÁNA 1942 DO TEREZÍNA ZAVRAŽDĚNA V ZAMOŠČI                 | Praha, Petrohradská 155/27                                | Adéla Weichbrodová roz. Straussová |